# NYNEX

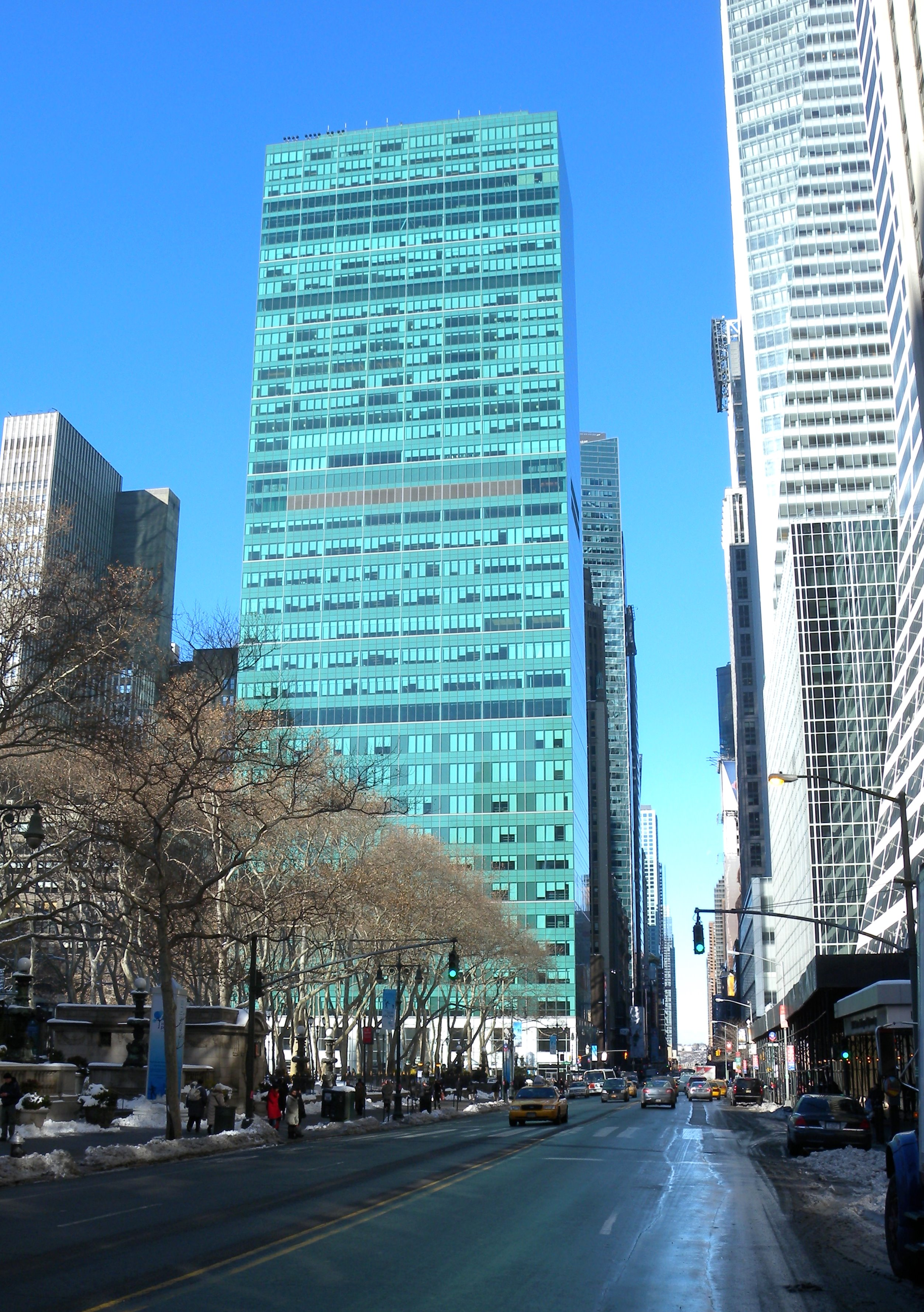
Siège social de NYNEX, 1095 Avenue of the Americas, New York

NYNEX ou NYNEX Corporation était un fournisseur de services téléphoniques qui desservait cinq états de la Nouvelle-Angleterre (Maine, Massachusetts, New Hampshire, Rhode Island et Vermont) ainsi que la plus grande partie de l'état de New York de 1984 à 1997.

## Histoire
Créée le 1er janvier 1984 à la suite de la scission du système Bell, NYNEX était une compagnie régionale de téléphone américaine (Regional Bell Operating Company ou RBOC) composée des anciennes filiales de AT & T, New York Telephone (en) et New England Telephone (en). Le nom NYNEX représentait New York / New England, avec le X représentant, selon diverses sources :
- le futur inconnu (the uneXpected) ;
- eXchange ;
- eXpansion.

NYNEX a fusionné avec Bell Atlantic le 14 août 1997, dans ce qui était, à l'époque, la deuxième plus grande fusion de l'histoire américaine,. Même si Bell Atlantic était la société qui avalait l'autre, la direction de la société fusionnée a déménagé du siège social de Bell Atlantic à Philadelphie au siège social de NYNEX à New York. Le 30 juin 2000, Bell Atlantic a acquis GTE pour former Verizon Communications.
NYNEX exploitait également des services de télévision par câble et des services téléphoniques au Royaume-Uni, avec des bureaux à Waterlooville (Hampshire), Baguley (Manchester), Shoreham-by-Sea (West Sussex), Leatherhead (Surrey) et Antrim (Northern Ireland). En 1997, les actifs britanniques de NYNEX ont été fusionnés avec Mercury Communications (en) (une filiale de Cable & Wireless), avec les actifs britanniques de Vidéotron et avec les actifs britanniques de Bell Cablemedia pour former Cable & Wireless Communications. Les actifs de télévision par câble de Cable & Wireless Communications ont été vendus à NTL Incorporated en 2000. NTL Incorporated a fusionné avec Telewest et Virgin Mobile UK pour former Virgin Media en 2006.

## Critique
NYNEX avait une réputation de mauvais service à la clientèle et de faible fiabilité. Des problèmes de pratiques commerciales douteuses, de téléphones qui tombent souvent en panne et de rendez-vous de réparation manqués étaient fréquemment rapportés.
En 1995, la Public Service Commission de l'État de New York a élaboré un plan de redressement qui devait encourager NYNEX à réduire ses coûts et améliorer son service, mais le plan a finalement été abandonné parce qu'il était mal conçu au dire de la plupart des intervenants.
Fréquemment, la compagnie ne remplissait pas les promesses faites à ses clients, ce qui lui a valu une amende de 4,1 millions de dollars en 1996,.